# Жорданія Вахтанг Георгійович
Вахтанг Георгійович Жорданія (груз. ვახტანგ გიორგის ძე ჟორდანია 9 грудня 1942, Тбілісі — 4 жовтня 2005, Бродуей, штат Віргінія) — диригент родом із Грузії.
Закінчив Тбіліську консерваторію за класом фортепіано і Ленінградську консерваторіїю як диригент, (1969) в класі Едуарда Грікурова. У 1970 — 1973 роках був асистентом Євгена Мравінського в Симфонічному оркестрі Ленінградської філармонії, в 1971 році був удостоєний першої премії на Міжнародному конкурсі диригентів Герберта фон Караяна.
У 1973 — 1974 роках головний диригент Симфонічного оркестру Ленінградського радіо і телебачення. Записав музику до ряду відомих радянських кінофільмів, в тому числі «Солом'яний капелюшок», «Зірка привабливого щастя», «Дерсу Узала». У 1974 — 1977 роках головний диригент Симфонічного оркестру Саратовської філармонії і доцент Саратовської консерваторії. У 1977 — 1983 роках — головний диригент і художній керівник Симфонічного оркестру Харківської філармонії та професор Харківського інституту мистецтв. Диригував святковими концертами в честь 30-річчя Харківської філармонії в Великому залі Московської консерваторії (1978), концертами лауреатів Міжнародного конкурсу імені П. І. Чайковського (1978 і 1982). Заслужений діяч мистецтв УРСР, народний артист УРСР (тисяча дев'ятсот вісімдесят три). У харківський період діяльності проводив близько 100 концертів на рік.
1983 року разом зі своєю тодішньою коханою скрипалькою Вікторією Мулловою відправився на гастролі в Фінляндію (виступаючи в якості її акомпаніатора), звідки вони нелегально перебралися до Швеції і попросили політичного притулку. За словами сучасного журналіста, «коли Вахтанг Жорданія втік за кордон, музичний Харків ридав від горя».
У листопаді того ж року Жорданія дебютував в Карнегі-холі з Американським симфонічним оркестром, і, за відгуками « Нью-Йорк Таймс», «вся аудиторія була у його ніг». Надалі Жорданія жив і працював переважно в США. У 1985 — 1992 роках очолював симфонічний оркестр і оперний театр в місті Чаттануга, на його запрошення з оркестром виступалиІцхак Перлман і Жан П'єр Рампаль, в 1991 — 1993 роках керував оркестром міста Спокан. Крім того, Жорданія працював з оркестрами Південної Кореї, будучи запрошеним диригентом Симфонічного оркестру Корейського радіо (з яким, зокрема, здійснив прем'єрні записи ряду творів американського композитора Алана Хованесса), а з 2002 року головним диригентом і художнім керівником Міського симфонічного оркестру Тегу.
З 1995 року Жорданія очолював також Російський федеральний симфонічний оркестр.
2001 року Жорданія заснував у Харкові міжнародний конкурс диригентів «Вахтанг Жорданія — Третє тисячоліття», проведення якого в значній мірі фінансував з особистих коштів. Перші два роки Жорданія особисто очолював журі.
Старший з чотирьох дітей Жорданія — Георгій Жорданія — також став відомим диригентом. Онук Жорданія — Вахтанг Жорданія — став піаністом.

## посилання
- Інтерв'ю 2004 року [Архівовано 3 грудня 2019 у Wayback Machine.]
- Некролог на сайті Харківської обласної адміністрації (укр.)